# (1018) Arnolda
(1018) Arnolda ist ein Asteroid des Hauptgürtels, der am 3. März 1924 von dem deutschen Astronomen Karl Wilhelm Reinmuth an der Landessternwarte Heidelberg-Königstuhl der Universität Heidelberg entdeckt wurde.
Der Asteroid wurde 1933 zum Anlass seines 70. Geburtstages nach Arnold Berliner benannt, dem damaligen Herausgeber der Zeitschrift Die Naturwissenschaften.